# Base aérienne 720 Caen-Carpiquet
La Base aérienne 720 de Caen-Carpiquet (BA 720) était une base aérienne école française (BE 720) situé à Carpiquet dans la périphérie de Caen. Créée le 17 août 1939, elle est fermée en 1968, ses infrastructures étant réutilisées par l'aéroport de Caen - Carpiquet.

## Histoire

### Les origines
L'idée de créer un aérodrome près de Caen remonte à 1926 après la visite d'une délégation composée de militaires.
En 1930, le ministère de l'Air décide de la création d'un aérodrome à Caen. Le 28 avril 1930, le ministère décide d’acquérir un terrain de 100 hectares à Carpiquet. Mais les acquisitions s'enlisent puis s'arrêtent. 
Le projet est précisé et relancé en 1935. Les autorités militaires, sur une base de 257 hectares, d'aménager une piste longue de trois kilomètres et de construire des casernes, cantines, ateliers et garages ainsi que douze hangars offrant chacun 80 mètres d'ouverture d’une seule portée. L'ensemble doit pouvoir accueillir 80 officiers, 500 sous-officiers et 800 hommes de troupe, ainsi que 110 avions. 
Dès le début, il est également prévu d'aménager un aéroport civil pour des liaisons vers Paris, les autres villes de France, ainsi que l'étranger. Sur les 40 millions de francs que doit couter ce projet, il est donc de demandé aux collectivités locales (les villes de Caen, Bretteville-sur-Odon, Carpiquet, Verson, Venoix (alors commune indépendante), le conseil général du Calvados et la chambre de commerce de Caen) de participer à hauteur de 10 millions. Le conseil général du Calvados vote une subvention de 1,5 million de francs pour la création du « centre aéronautique de Carpiquet ». La mairie de Caen vote, quant à elle, une subvention de 500 000 francs. 
Les travaux de nivellement des terrains sont engagés en septembre 1936. Ils terminent en mars 1938.
Le 31 janvier 1939, la construction de 100 logements destinés à des sous-officiers mariés est décidée. Reprenant le modèle de ceux de la base aérienne d'Istres, ils sont regroupés deux par deux. 70 logements comprennent 3 pièces et une cuisine, les 30 logements restant étant constitués de 4 pièces et d'une cuisine.

### La seconde guerre
La base aérienne de Caen-Carpiquet est inaugurée le 17 août 1939. Elle abrite alors le bataillon de l’Air 131, une escadre de bombardement léger, un groupement des moyens d'instruction et transmission, la compagnie des monteurs de baraques et hangars et celle des combustibles liquides. Peu avant 1940, s'y rajoute une école de mitrailleurs. 
La base est évacuée le 5 juin 1940. Prise par la Luftwaffe, elle sert de base arrière pour la bataille d'Angleterre. La piste de l’aérodrome est alors allongée et bétonnée par les Allemands[réf. nécessaire].
Lors des combats de la bataille de Normandie, en juin et juillet 1944, le contrôle de l'aérodrome fait l'objet de longs et durs combats (voir l’article : bataille de Caen) entre troupes anglo-canadiennes et allemandes. Il est repris après l'opération Windsor, du 4 au 9 juillet 1944. Après guerre, l'aérodrome est reconstruit et aménagé pour l'Armée de l'air.

### La base école après-guerre
À partir de 1948, la base abrite le centre d'instruction militaire (CIM) 233, unité destinée à la formation initiale des appelés du contingent de l'Armée de l'air, en particulier ceux partant pour les colonies. 
Le 1er octobre 1951, la base aérienne est recréée. En 1952, elle devient la Base école 120 (BE 120). Cette base accueille des élèves officiers de l'Armée de l'air (EEOAA), qui formait des élèves-officiers issus de la Préparation militaire supérieure, du concours des élèves officiers de réserve (EOR) et de la Préparation militaire obligatoire. Elle assurait également les "pelotons" pour devenir caporal et caporal-chef, et la formation de sous-officiers. Elle accueille un centre de formation de fusiliers de l'air.
Elle prend également en charge le bataillon de l'Air 1/132[réf. nécessaire].
D'autres types de formations viendront étoffer son activité, comme celle des comptables et secrétaires, au sein de la Division d'Instruction Administrative, devenue l'escadron d'instruction des services généraux (EISG).[réf. nécessaire]
En 1959, elle est renommée base école 720 (BE 720), le radical "7" désignant les bases aériennes dédiés à l'instruction militaire et/ou technique. Actuellement[Quand ?], c'est la base Aérienne 120 Cazaux qui a repris cet indicatif.
En 1965, est créé le Groupement École 306 (GE 306), unité supervisant l'ensemble des écoles installées à Caen-Carpiquet[réf. nécessaire].
La formation des élèves officiers de réserve de l'Armée de l'air a ainsi été assurée de 1951 à 1967. En 1968, la base école est fermée et ses activités sont transférés vers la base Aérienne 105 Evreux-Fauville, toujours en Normandie. La dernière promotion d'ÉOR est la 68C, en mai 1968. Plus de dix mille élèves officiers de réserve de l'Armée de l'air ont été formés à Caen.
La DIOM formait les observateurs (élèves-officiers) et les mitrailleurs sur avions (qui n'étaient pas officiers), sélectionnés lors de batteries de tests dans des centres d'expertise médicales du personnel navigant. Ils seront affectés notamment sur les avions d'appui-feu en Algérie (T-6, T-28) ; certains furent affectés sur Super-Constellation pour des missions SAMAR/SATER, d'autres furent affectés comme mitrailleurs sur hélicoptère "Pirate" (Sikorsky H-34 armé), toujours en Algérie.

### Fermeture de la base
L'arrêté ministériel du 16 mai 1969 affecte l'aérodrome au secrétariat général à l'aviation civile dépendant du ministère des transports. 
La base est transformée en centre d'émission et de réception de l’armée et ses bâtiments sont cédés à l’Armée de terre. Le 1er juillet 2003, le 18e Régiment de Transmissions occupe le site. Le plan national de restructuration des sites de Défense, annoncée par le Gouvernement le 26 juillet 2008, entraîne sa suppression le 30 juin 2010.

## Traditions

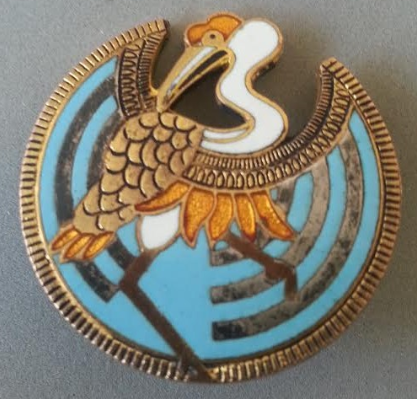
insigne D.I.O.M

La Base Aérienne 720 reçoit un insigne spécifique, numéro A 511 au "Répertoire des blasons et insignes de l'Armée de l'air. Cet insigne est de forme triangulaire, comme la plupart des insignes des Bases Écoles. Sur fond ("champ") rouge, il présente deux léopards dorés, symboles de la Normandie. En son milieu, figure une épée pointe en bas, symbole de commandement et une tour sur un écu. L'inscription "BA 720" y figure. Autour d'une étoile, deux ailes symbolisent l'arme aérienne. Existe en version BE 720 (2 pastilles sous l'épingle).
Sous la même homologation existe le modèle avec inscription "BE 120".
Celui des élèves officiers de réserve spécifique à l'Armée de l'air porte l'homologation numéro A 516. Sur fond rouge, un léopard ailé doré tient dans la main gauche une épée dressée, devise en noir dans un encart doré "vincunt evocati" ("les réserves ont vaincu").
L'insigne des observateurs mitrailleurs (DIOM) est homologué sous le numéro A 802 du même répertoire.    
L'insigne de la Division Administrative est homologué sous le numéro A 832. Demi vol doré surmontant un écu contenant une épée dirigée vers le bas.

## Commandants de la base
- 1953-1960 : commandant Antonin Betbèze (1910-1993).
- 1963-1965 : colonel Jacques André.